# Malika Arabi
Pour les articles homonymes, voir Arabi.
Malika Arabi est une écrivaine algérienne née le 8 mars 1951 dans la wilaya de Tizi Ouzou. Elle est l'auteure d'une trilogie : Éclats de vie (2011), Marcher dans les pas de mon père (2013) et Destins brisés (2015).

## Biographie
Malika Arabi est née en Kabylie maritime en pleine Mizrana dans le village de Tarsift près de Tigzirt. Elle a grandi avec la guerre (c’est par cette expression qu’elle aime annoncer sa date de naissance). Elle a suivi ses études primaires à l’école de Tala Mayache dont elle garde des souvenirs émouvants et rejoint le lycée technique du Caroubier à Alger pour faire ses études secondaires.